# Tetraglenes flavovittatus
Tetraglenes flavovittatus är en skalbaggsart som beskrevs av Stefan von Breuning 1948. Tetraglenes flavovittatus ingår i släktet Tetraglenes och familjen långhorningar.
Artens utbredningsområde är Laos. Inga underarter finns listade i Catalogue of Life.